# ISPConfig
ISPConfig (Internet Service Provider Configuration) wurde von der Projektfarm GmbH unter Till Brehm und Falko Timme entwickelt und zunächst unter 42go.de als proprietäre Software vertrieben. Derzeit wird ISPConfig von der ISPConfig UG betreut, unter der BSD-Lizenz verbreitet und ist in 22 Sprachen erhältlich.
Mit ISPConfig lassen sich Server bzw. Dienste wie http, ftp, Bind, Mail, POP3/IMAP, MySQL, Firewall usw. über eine web-basierte Oberfläche konfigurieren und administrieren, wobei man vier Ebenen unterscheidet: Eine Ebene für Server-Administratoren zum Verwalten von Servern, Webspace, Resellern und Kunden, eine Ebene für Anbieter/Reseller für die Verwaltung von Webspace, Kunden und Webspace, eine Ebene für Kunden für die Administration von Webspace, Subdomains und E-Mail-Konten sowie die Benutzer dieser E-Mail-Konten. ISPConfig läuft unter Linux-Distributionen wie CentOS, Debian, Fedora, openSUSE, und Ubuntu, kann aber auch auf anderen Linux-Distributionen zum Laufen gebracht werden. ISPConfig kann sowohl als Single-Server Setup, als auch als Multi-Server Setup aufgesetzt werden. Bei einem Single-Server Setup werden sämtliche gewünschten Services sowie die Konfigurationsoberfläche auf einem Server installiert. Bei einem Multiserver-Setup können mehrere Server über eine Konfigurationsoberfläche administriert werden. Somit wird es zum Beispiel ermöglicht, einen separaten Webserver, Datenbankserver und Mailserver aufzusetzen, oder bei Bedarf auch weitere Server hinzuzufügen, und trotzdem alle Kundenaccounts und Services über ein Interface zu verwalten.
ISPConfig wird von vielen Webhostern angeboten.